# Zhongguo Renmin Jiefangjun Kongjun
La Zhōngguó Rénmín Jiěfàngjūn Kōngjūn (中國人民解放軍空軍T, 中国人民解放军空军S; italiano: "Forze Aeree dell'Esercito Popolare di Liberazione") è l'aeronautica militare della Repubblica Popolare Cinese. Conosciuta internazionalmente con il nome inglese People's Liberation Army Air Force (PLAAF), è stata ufficialmente istituita nel 1949.
Nel 2020 risulta impiegare 395.000 persone in servizio attivo ed essere la più grande aeronautica militare dell'Asia. Ha in corso un esteso programma di modernizzazione con il quale tutti gli aeromobili più vecchi vengono rapidamente sostituiti con particolare attenzione allo sviluppo e introduzione in servizio di caccia della quarta generazione e mezza e ancora più sviluppati caccia della quinta generazione. Continuando con il trend attuale, se continuerà il piano della United States Air Force degli Stati Uniti d'America volto a sostituire un numero sempre maggiore di F-15 Eagle con numeri inferiori di F-22 Raptor, la PLAAF è destinata a diventare in termini numerici la più grande aviazione da combattimento del mondo.
La Zhōngguó Rénmín Jiěfàngjūn Hǎijūn, la marina militare, mantiene una propria aviazione navale (la Zhōngguó Rénmín Jiěfàngjūn Hǎijūn Hángkōngbīng), dotata di 450 aeromobili di cui 290 sono aerei da caccia. Il corpo paracadutisti delle forze armate cinesi (Zhōngguó Rénmín Jiěfàngjūn Kōngjiàngbīng Jūn) dipende direttamente dal comando dell'aeronautica.

## Storia

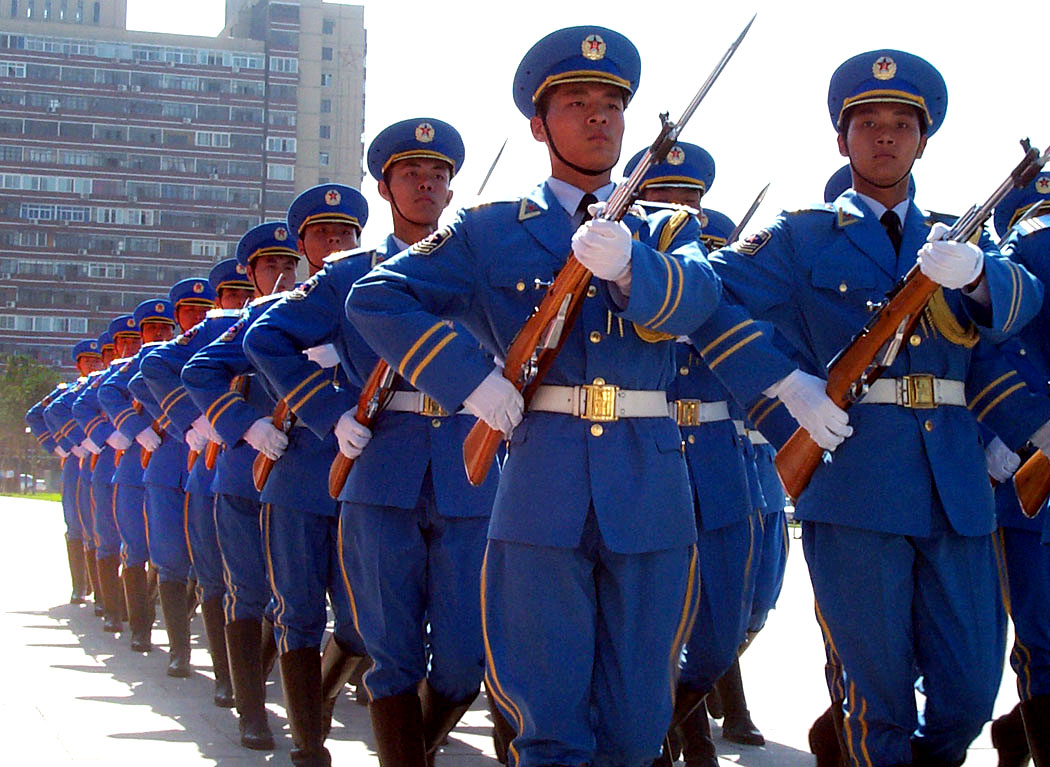
Avieri in parata durante una cerimonia di saluto per visitatori in arrivo nel 2000

Alla fine degli anni '80, la missione primaria della PLAAF era la difesa del territorio nazionale continentale e la maggior parte degli aeromobili venivano assegnati a questo ruolo. Erano disponibili solo piccoli quantitativi di aerei da attacco al suolo e bombardieri in grado di effettuare missioni di interdizione e supporto aereo ravvicinato. Solo alcune di queste unità potevano a loro volta essere utilizzate per il lancio di armi nucleari. Nel complesso la forza aerea aveva solo limitate capacità di effettuare ricognizione a largo raggio e sostenere un effettivo ponte aereo.
A partire dai primi anni '90, l'aeronautica cinese iniziò un programma di modernizzazione, motivata dal crollo dell'Unione Sovietica, nonché dalla possibilità di un conflitto militare con la Repubblica di Cina (Taiwan) che avrebbe potuto coinvolgere anche gli Stati Uniti. Questo processo iniziò con l'acquisizione di caccia intercettori Sukhoi Su-27 di fabbricazione russa nei primi anni '90 e l'avvio di programmi di sviluppo di vari velivoli di quarta generazione, tra cui il caccia multiruolo Chengdu J-10 di produzione nazionale e l'aereo da combattimento Joint Fighter JF-17 Thunder sviluppato insieme al Pakistan. La PLAAF ha anche messo in campo uno sforzo per migliorare l'addestramento dei propri piloti e ha ritirato progressivamente i velivoli più obsoleti. Ciò ha determinato una riduzione del numero complessivo di aeromobili in servizio, ma di contro ha ottenuto un aumento della qualità della flotta.
Il XXI secolo ha visto il proseguimento del programma di ammodernamento, grazie anche alla grande crescita economica della Cina. Sono stati acquistati 76 caccia multiruolo Sukhoi Su-30MKK tra il 2000 e il 2003 e 24 Su-30MK2 aggiornati nel 2004. Dal 2002 in poi sono stati prodotti circa 200 caccia di 4ª generazione Shenyang J-11, versione cinese del Sukhoi Su-27 con l'aggiunta di tecnologie cinesi,  e sono stati comprati 3 lotti (per un totale di 76 aerei) di Su-27SK/UBK. La produzione del Chengdu J-10, iniziata nel 2002, ha portato alla realizzazione di 200 aerei stimati attualmente in servizio. La PLAAF ha anche iniziato a sviluppare una propria linea di volo di aerei cisterna che in precedenza mancava, modificando vecchi bombardieri Xian H-6 (versioni cinesi del Tupolev Tu-16). Nel 2005 venne annunciata l'intenzione di acquistare dalla Russia circa 30 Ilyushin Il-76 da trasporto e 8 aerei cisterna Ilyushin Il-78, il che aumenterebbe notevolmente sia la capacità di impiego di truppe aviotrasportate, sia il raggio di azione di molti velivoli. L'accordo però non si è ancora concretizzato.
Le previsioni per la futura flotta di aeromobili della PLAAF indicano che sarà composta da grandi quantità di caccia Chengdu J-10 e Shenyang J-11 come forza principale, affiancati da cacciabombardieri Shenyang J-16 e Xian JH-7 che costituirebbero la spina dorsale della forza di attacco. Sono stati avviati progetti per un caccia stealth di quinta generazione, come il Chengdu J-20, che verrà inserito nella flotta aerea in piccole quantità e pilotato dall'élite dei piloti. La flotta da trasporto comprenderà gli Shaanxi Y-9, velivoli da trasporto a medio raggio di produzione nazionale, insieme con il sovietico Ilyushin Il-76 e il nazionale Xian Y-20 per il trasporto pesante. La flotta di elicotteri comprenderà Harbin Z-20, Eurocopter EC175 e Mil Mi-17 per il trasportato truppe e gli elicotteri d'attacco CAIC WZ-10. La componente di allarme e controllo aviotrasportato (AWACS) sarà sviluppata impiegando varianti della flotta già in servizio di aerei radar KJ-2000 e KJ-200 integrati con aeromobili a pilotaggio remoto (UAV-UCAV) alle prime sperimentazioni in Cina.
Il colonnello Wu Guohui ha dichiarato che la PLAAF sta anche sviluppando un proprio bombardiere stealth che alcuni analisti hanno chiamato H-18.

## Struttura della PLAAF
L'impostazione della struttura gerarchica della PLAAF risente della dottrina ex-sovietica ed è articolata secondo 4 Comandi principali: militare, politico, logistico e quello relativo ai materiali.
Esistono 7 regioni militari: Pechino, Chengdu capitale della provincia cinese del Sichuan, Guangzhou capoluogo della provincia del Guangdong, Jinan capoluogo della provincia Shandong, Lanzhou capoluogo della provincia del Gansu, Nánjīng capoluogo della provincia di Jiangsu e Shenyang capoluogo della provincia del Liaoning. A capo delle regioni militari vi è un tenente generale, ma per le regioni principali vi è un generale. Le regioni si compongono di divisioni aeree (feixing shi) che comprendono due o tre reggimenti aerei (feixing tuan) a loro volta suddivisi in gruppi (feixing dadui) e squadroni (feixing zhongdui). Le divisioni aeree non sono unità specializzate, ma possono comprendere insieme unità da caccia, bombardamento o attacco, mentre sono i reggimenti aerei le più grandi unità con singola specializzazione.

## Aeromobili in uso
Sezione aggiornata annualmente in base al World Air Force di Flightglobal del corrente anno. Tale dossier non contempla UAV, aerei da trasporto VIP ed eventuali incidenti accorsi durante l'anno della sua pubblicazione. Modifiche giornaliere o mensili che potrebbero portare a discordanze nel tipo di modelli in servizio e nel loro numero rispetto a WAF, vengono apportate in base a siti specializzati, periodici mensili e bimestrali. Tali modifiche vengono apportate onde rendere quanto più aggiornata la tabella.
| Aeromobile                          | Origine       | Tipo                                                                                             | Versione (denominazione locale) | In servizio (2024) | Note | Immagine |
| Aerei da combattimento              |               |                                                                                                  |                                 |                    | |          |
| Chengdu J-20                        | Cina          | caccia da superiorità aerea                                                                      | J-20A                           | 208                | I primi esemplari sono entrati in servizio il 10 marzo 2017, un anno prima del previsto. Ordinato un primo lotto di 50 esemplari. |          |
| Shenyang J-11                       | Cina          | Caccia da superiorità aereaconversione operativaCaccia da superiorità aereaconversione operativa | J-11AJ-11ASJ-11BJ-11BS          | 324                | I J-11A sono i Su-27SK costruiti su licenza e costruiti in 204 esemplari, dopo i quali furono costruiti aerei senza licenza, denominate J-11B e J-11BS, in almeno 120 esemplari tra monoposto e biposto. |          |
| Sukhoi Su-27 Flanker                | Russia        | Caccia da superiorità aerea                                                                      | Su-27SK Su-27UBK                | 78                 | Furono acquistati (il programma fu chiamato Progetto 906, che si svolse tra febbraio 1991 e settembre 1999), un primo lotto di 20 Su-27SK, designati J-11, e 4 Su-27UBK (J-11AS), più ulteriori 4 Su-27UBK gratis, perché secondo la forza aerea, i primi non erano nuovi bensì ricondizionati. Nel marzo 1995 fu ordinato un secondo lotto di 16 Su-27K e 8 Su-27UBK, infine, a dicembre 1999 furono ordinati 28 Su-27UBK, per un totale di 78 macchine. |          |
| Sukhoi Su-35 Flanker                | Russia        | Caccia da superiorità aerea                                                                      | Su-35SK Flanker-E               | 23                 | 24 ordinati il 19 novembre 2015. Tutti gli aerei sono stati consegnati al dicembre 2018. Uno dei 24 velivoli consegnati è andato perso sullo Stretto di Taiwan il 4 settembre 2020. |          |
| Sukhoi Su-30 Flanker                | Russia        | Caccia multiruolo                                                                                | Su-30MKK                        | 73                 | |          |
| Shenyang J-16 Red Eagle             | Cina          | Caccia multiruolo                                                                                | J-16                            | 245                | Caccia multiruolo basato sul J-11 e sul Su-30MKK con avionica ammodernata e maggiore autonomia. Entrato in servizio a partire dal 2013. Al Zhuhai Air Show 2022, visti i numeri seriali riportati da alcuni aerei presenti, si è dedotto che gli esemplari in servizio siano 245. |          |
| Chengdu J-10 Dalilong               | Cina          | cacciabombardiereconversione operativa                                                           | J-10AJ-10BJ-10S                 | 246                | 265 esemplari ordinati. Caccia della quarta generazione di costruzione cinese. Sono in corso ulteriori ordini che prevedono ulteriori varianti più avanzate. |          |
| Shenyang J-8II Finback              | Cina          | Caccia intercettore                                                                              | J-8BJ-8FJ-8H                    | 96                 | |          |
| Chengdu J-7 Airguard                | Cina          | Caccia intercettoreconversione operativa                                                         | J-7 J-7E J-7GJJ-7               | 38735              | 481 esemplari consegnati. La flotta sta venendo rapidamente dismessa con l'entrata in servizio dei caccia di nuova generazione J-10 e J-11. |          |
| Xian JH-7 Flounder                  | Cina          | aereo da attacco al suolo                                                                        | JH-7JH-7A                       | 69                 | 101 esemplari consegnati. |          |
| Nanchang Q-5 Fantan                 | Cina          | supporto aereo ravvicinatoaereo da attacco al suolo                                              | Q-5CQ-5DQ-5E                    | 118                | 500 esemplari consegnati. Caccia da appoggio aereo ravvicinato, derivato in origine dal MiG-19. |          |
| Bombardieri                         |               |                                                                                                  |                                 |                    | |          |
| Xian H-6                            | Cina          | Bombardiere strategico                                                                           | H-6KH-6N                        | 120                | 180 esemplari consegnati. |          |
| Aerei AWACS e per impieghi speciali |               |                                                                                                  |                                 |                    | |          |
| Xian KJ-2000 Mainring               | Cina          | AWACS                                                                                            | KJ-2000                         | 4                  | 5 esemplari consegnati. |          |
| Shaanxi KJ-500                      | Cina          | AEW                                                                                              | KJ-500                          | 14                 | |          |
| Shaanxi KJ-200                      | Cina          | AEW                                                                                              | KJ-200                          | 11                 | |          |
| Shaanxi Y-8                         | Cina          | Guerra elettronica                                                                               | Y-8GX-11                        | 17                 | 17 esemplari consegnati. |          |
| Tupolev Tu-154                      | Russia        | ELINT                                                                                            | Tu-154MD                        | 7                  | 7 esemplari consegnati. |          |
| Antonov An-30 Clank                 | Ucraina       | Guerra elettronica                                                                               | An-30                           | 3                  | 3 esemplari consegnati. |          |
| Aerei per rifornimento in volo      |               |                                                                                                  |                                 |                    | |          |
| Xian HY-6                           | Cina          | rifornimento in volo                                                                             | HU-6                            | 10                 | 10 esemplari consegnati ed in servizio al luglio 2022. |          |
| Ilyushin Il-78 Midas                | Russia        | rifornimento in volo                                                                             | IL-78MP                         | 3                  | 3 Il-78MP consegnati e tutti in servizio al ottobre 2019. |          |
| Xian YY-20                          | Cina          | rifornimento in volo                                                                             | YY-20                           | 8                  | 8 YY-20 in servizio al dicembre 2023. |          |
| Aerei da trasporto                  |               |                                                                                                  |                                 |                    | |          |
| Xian Y-20                           | Cina          | aereo da trasporto strategico                                                                    | Y-20                            | 50                 | Si prevede un ordine iniziale per 100 esemplari, fino ad arrivare ad un fabbisogno massimo di 400 aerei. |          |
| Ilyushin Il-76 Candid               | Russia        | Aereo da trasporto strategico                                                                    | Il-76MD                         | 26                 | 22 esemplari consegnati. |          |
| Shaanxi Y-8                         | Cina          | aereo da trasporto tattico                                                                       | Y-8                             | 80                 | Circa 170 esemplari consegnati. |          |
| Shaanxi Y-9                         | Cina          | aereo da trasporto tattico                                                                       | Y-9                             | 24                 | 24 in ordine. |          |
| Xi'an Y-7                           | Cina          | aereo da trasporto tattico                                                                       | Y-7 Y-7H                        | 48                 | |          |
| Tupolev Tu-154                      | Russia        | aereo passeggeri                                                                                 | Tu-154M                         | 2                  | |          |
| Xian MA60                           | Cina          | aereo passeggeri                                                                                 | MA60H-500                       | 16                 | |          |
| Harbin Y-12 Turbo Panda             | Cina          | aereo da trasporto leggero                                                                       | Y-12                            | 11                 | 30 esemplari consegnati. |          |
| Bombardier Challenger 870           | Canada        | aereo da trasporto                                                                               | CL-870                          | 5                  | 5 esemplari consegnati. |          |
| Boeing 737                          | Stati Uniti   | aereo da trasporto VIP                                                                           | 737-300737-700737-800           | 824                | [ 37 ] |          |
| Aerei da addestramento              |               |                                                                                                  |                                 |                    | |          |
| Nanchang CJ-6                       | Cina          | aereo da addestramento                                                                           | CJ-6CJ-6ACJ-6B                  | 400                | 1419 esemplari consegnati. |          |
| Hongdu JL-8 Karakorum               | Cina Pakistan | aereo da addestramento                                                                           | JL-8                            | 170                | 180 esemplari ordinati. |          |
| Hongdu Yakovlev CJ-7                | Cina          | aereo da addestramento                                                                           | CJ-7                            | 50                 | 300 esemplari ordinati. |          |
| Hongdu JL-10                        | Cina          | aereo da addestramento                                                                           | JL-10                           | 3                  | Altri in ordine per sostituire velivoli più vecchi. |          |
| Guizhou JL-9                        | Cina          | aereo da addestramento                                                                           | JL-9                            | 2                  | Altri in ordine per sostituire velivoli più vecchi. |          |
| Xi'an Y-7                           | Cina          | aereo da addestramento                                                                           | Y-7                             | 13                 | 23 esemplari consegnati. |          |
| Elicotteri                          |               |                                                                                                  |                                 |                    | |          |
| Changhe Z-8                         | Cina          | SAR                                                                                              | Z-8                             | 34                 | 41 esemplari consegnati. |          |
| Mil Mi-17 Hip                       | Russia        | SAR                                                                                              | Mi-17 Mi-171                    | 16                 | 36 esemplari consegnati. |          |
| Harbin Z-9 Haitun                   | Cina          | elicottero utility                                                                               | Z-9                             | 16                 | 50 esemplari consegnati. |          |
| Eurocopter AS 332 Super Puma        | Francia       | elicottero trasporto VIP                                                                         | AS332                           | 6                  | 6 esemplari consegnati. |          |

## Aeromobili in corso di sviluppo
L'aeronautica militare cinese ha in corso un massiccio piano di modernizzazione. Di seguito alcuni dei principali aerei che dovranno essere operativi entro il 2018 - 2020:
| Aeromobile                         | Origine | Tipo                   | Versione (denominazione locale) | In servizio | Note | Immagine |
| Xian H-20                          | Cina    | Bombardiere strategico |                                 |             | Bombardiere strategico pesante e a lungo raggio realizzato con l'adozione di tecnologie stealth.               |          |
| Shenyang J-31                      | Cina    | Caccia Stealth         |                                 |             | Caccia della quinta generazione. Ruolo e configurazione simili a quelli del Lockheed Martin F-35 Lightning II. |          |
| Shenyang DarkSword                 | Cina    | UCAV Stealth           |                                 |             | UCAV stealth a lungo raggio e alta velocità in corso di sviluppo dalla Shenyang. Presentato al Zhuhai airshow. |          |
| Zhanying (Aquila da combattimento) | Cina    | UCAV Stealth           |                                 |             | UCAV stealth da attacco con ali a freccia invertita simili al Boeing X-45. Presentato al Zhuhai airshow.       |          |